# Geismühle
Die Geismühle (auch Geistmühle oder Gelsmühle genannt) ist eine Turmwindmühle zwischen Krefeld und Meerbusch. Die Getreidemühle ist etwa 700 Jahre alt und somit eine der ältesten erhaltenen Windmühlen in der Region Niederrhein.
Der Name Geis(t)mühle leitet sich vermutlich vom Standort der Mühle, einem Geest, d. h. einem trockenen, unfruchtbaren Sandrücken, ab.
Obwohl die Mühle unmittelbar am Ortsrand des Meerbuscher Stadtteils Bösinghoven steht, gehört sie formal zu Krefeld (heute Stadtteil Oppum, historisch Amt Linn) und gilt als eines der Wahrzeichen der Stadt. Die Mühle liegt unmittelbar an der A57 auf der Westseite der nach der Mühle benannten Autobahnraststätte.
Seit einer grundlegenden Renovierung 2006/07 ist das Mahlwerk wieder voll betriebstüchtig. Die Mühle wird vom Bauverein Geismühle Krefeld-Oppum e. V. gepflegt, gehört zum Museumszentrum Linn und kann von Mai bis Oktober an jedem 1. Sonntag im Monat von 14 bis 17 Uhr von innen besichtigt werden (wenn der Wind es zulässt sogar mit drehendem Mahlwerk).

## Geschichte
Die Mühle hat eine etwas untypische Form, da sie vermutlich nicht nur als Windmühle, sondern auch als vorgelagerter Wehr- und Wachturm der etwa 2,5 km weiter nordöstlich gelegenen Burg Linn errichtet wurde. Hiervon zeugen die als Schießscharten ausgeführten Fenster und die Überreste von zwei Kaminen im Inneren (für Mühlen wegen Brandgefahr sehr unüblich). Vom Turm aus kontrollierten die Drosten des Grafen von Kleve den in der Nähe verlaufenden Hohe Weg, eine mittelalterliche Fernhandelsstraße.
Die Mühle wurde als kurfürstliche Bannmühle eingerichtet und die Bauern aus Bockum, Osterath und Fischeln unterlagen dem Mühlenzwang und durften nur hier ihr Korn mahlen lassen. Bis 1575 gehörten auch Heerdt und Büderich zum Bannbereich. Über die Jahrhunderte wechselte die Zugehörigkeit mehrfach, da die verschiedenen Dörfer stets bemüht waren, eigene Mühlen zu bekommen.
Im Dreißigjährigen Krieg wurde die Mühle zwei Mal durch hessische Söldner belagert, eingenommen und geplündert. Bis zur französischen Besetzung des linken Niederrheines blieb die Mühle in kurfürstlichem Besitz. Um 1800 wurde die Mühle dann privatisiert. Irgendwann im 19. Jhd. (vermutlich 1808) wurden der obere, konische Teil des Turmes und die Kappe erneuert.
Zum Ende des Zweiten Weltkrieges 1945 wurde die Geismühle durch eine Fliegerbombe schwer beschädigt und stillgelegt. In den 1950er Jahren wurden die Schäden notdürftig repariert und 1959 kaufte die Stadt Krefeld die Mühle, um den Erhalt des historischen Denkmals zu sichern. Seit 1991 kann die Mühle wieder regulär besichtigt werden; das Mahlwerk war aber weiterhin nicht funktionstüchtig. Erst seit einer Rekonstruktion und Instandsetzung 2006/07 ist die Technik wieder voll betriebsbereit. In einer Feierstunde am 15. Juni 2007 wurde die Mühle vom damaligen NRW-Verkehrsminister Oliver Wittke wiedereröffnet.

## Technik
Die Geismühle ist ein „Turmholländer“, d. h. eine Turmwindmühle mit drehbarer Kappe (Holländerwindmühle). Der Backstein-Turm ist unten zylindrisch bis leicht bauchig und läuft im oberen (nachträglich aufgesetzten) Teil leicht konisch zu. Die vier Flügel sind Segelgatterflügel.
Zum Nachführen in den Wind verfügt die Mühle über ein außenliegendes Krühwerk (Drehwerk), d. h. ein an der Rückseite der Kappe angebrachtes Schwertbalkensystem, den sogenannten Steert (niederdeutsch für Schwanz). Zur Bedienung des Krühwerkes wurde nachträglich ein Hügel um den Fuß der Mühle angeschüttet, so dass die Mühle zum Grundsegler wurde. Dieser Hügel ersetzte vermutlich eine zunächst vorhandene, hölzerne Arbeitsgalerie. Das ehemalige Erdgeschoss des fünfstöckigen Turmes wurde so zum Kornkeller und es wurde ein breites Zufahrtstor für Fuhrwerke geschaffen.
Von der Flügelwelle wird das Drehmoment über ein Kammrad auf den Bunkler (Kronenrad) übertragen. Dieses sitzt auf der senkrechten Königswelle, die von der Kappe bis runter auf den Steinboden reicht, wo sich die Mühlsteine befinden. Dort wird die Drehbewegung über ein großes Stirnrad auf zwei Mahlwerke verteilt.
Auch der historische Seilaufzug, mit dem Getreide- und Mehlsäcke vom Kornkeller über den Mehlboden bis zum Getreideboden bewegt werden konnten, ist erhalten und betriebsbereit.

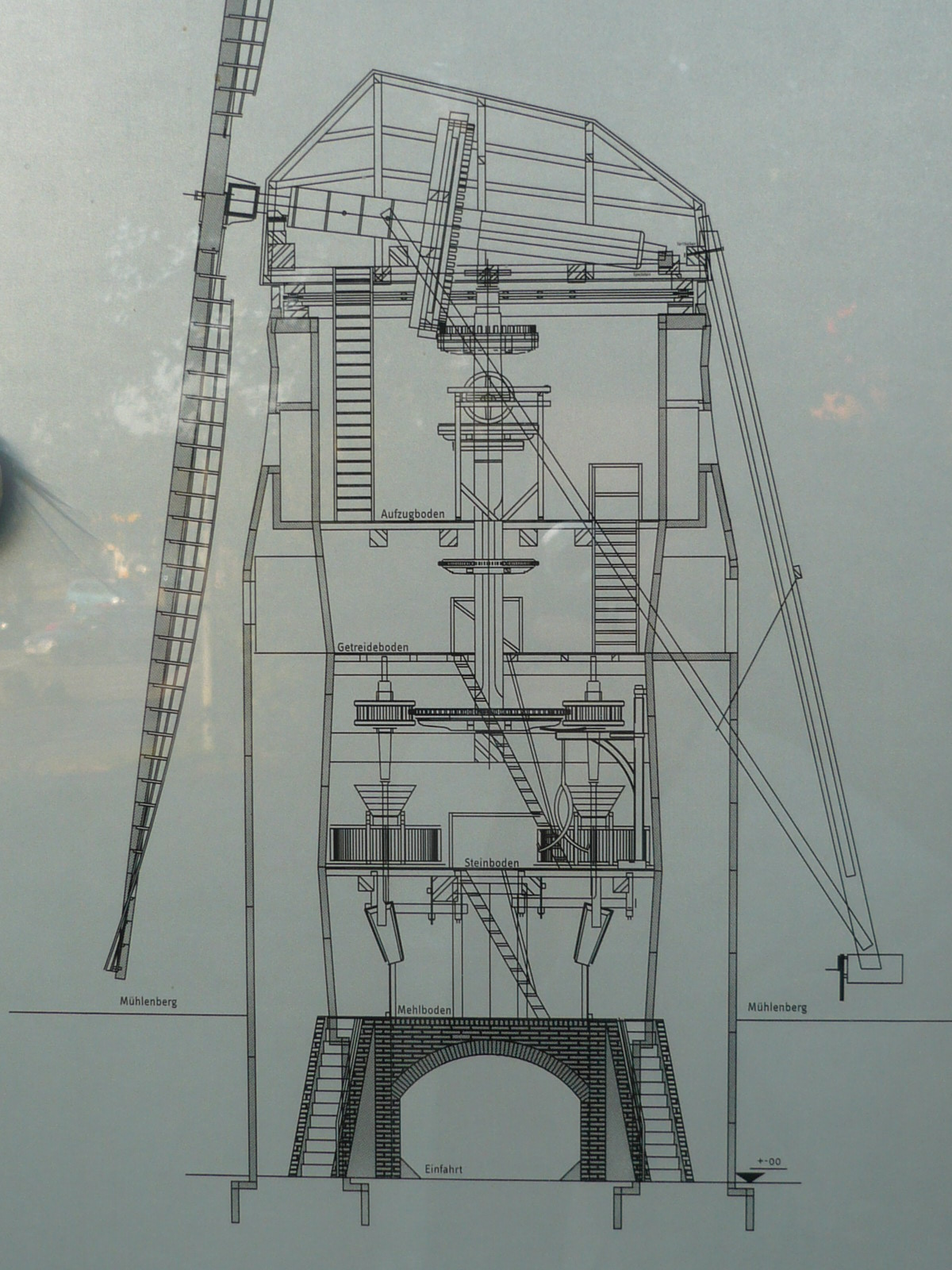
Schnittzeichnung
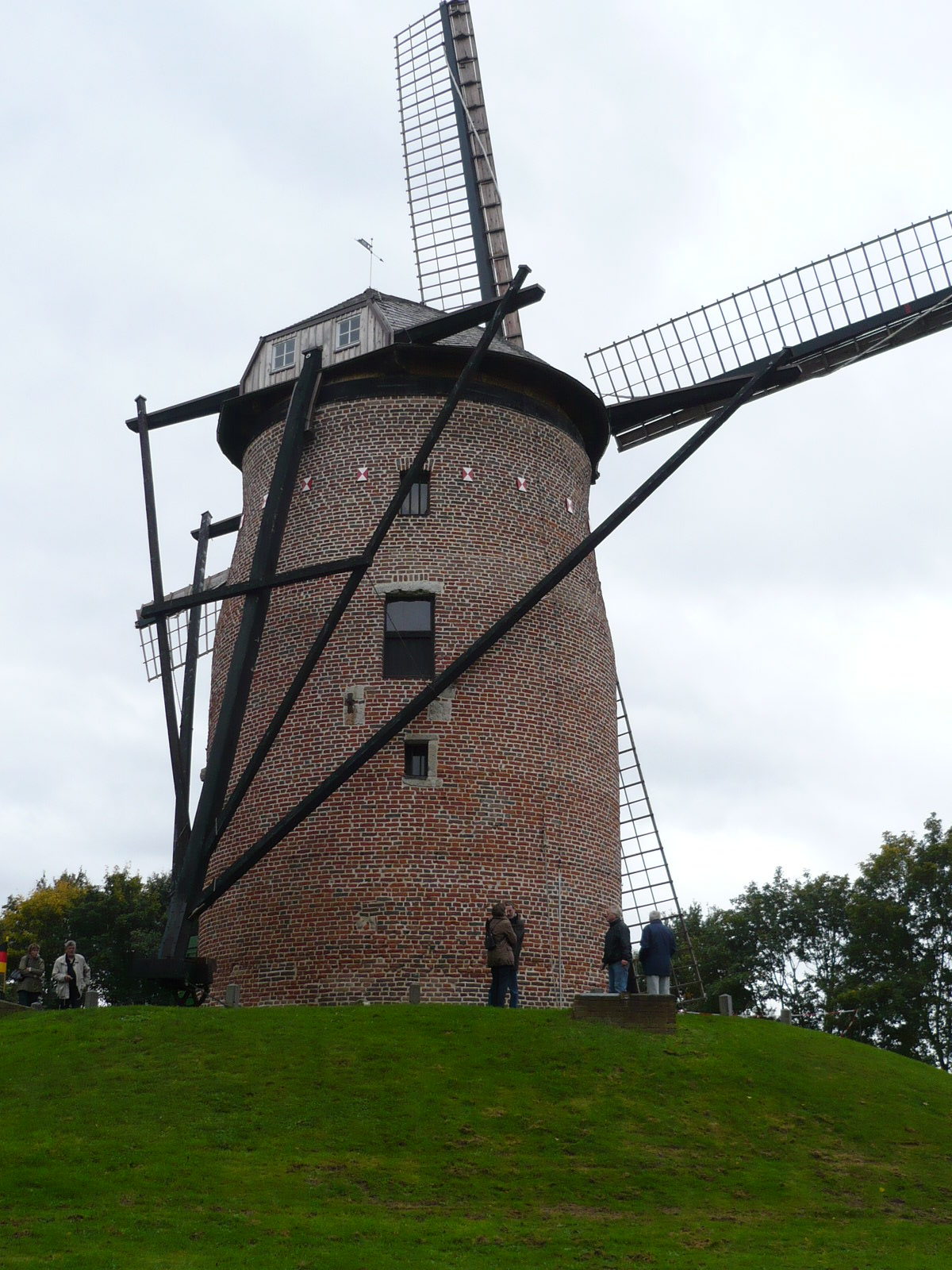
Der Steert
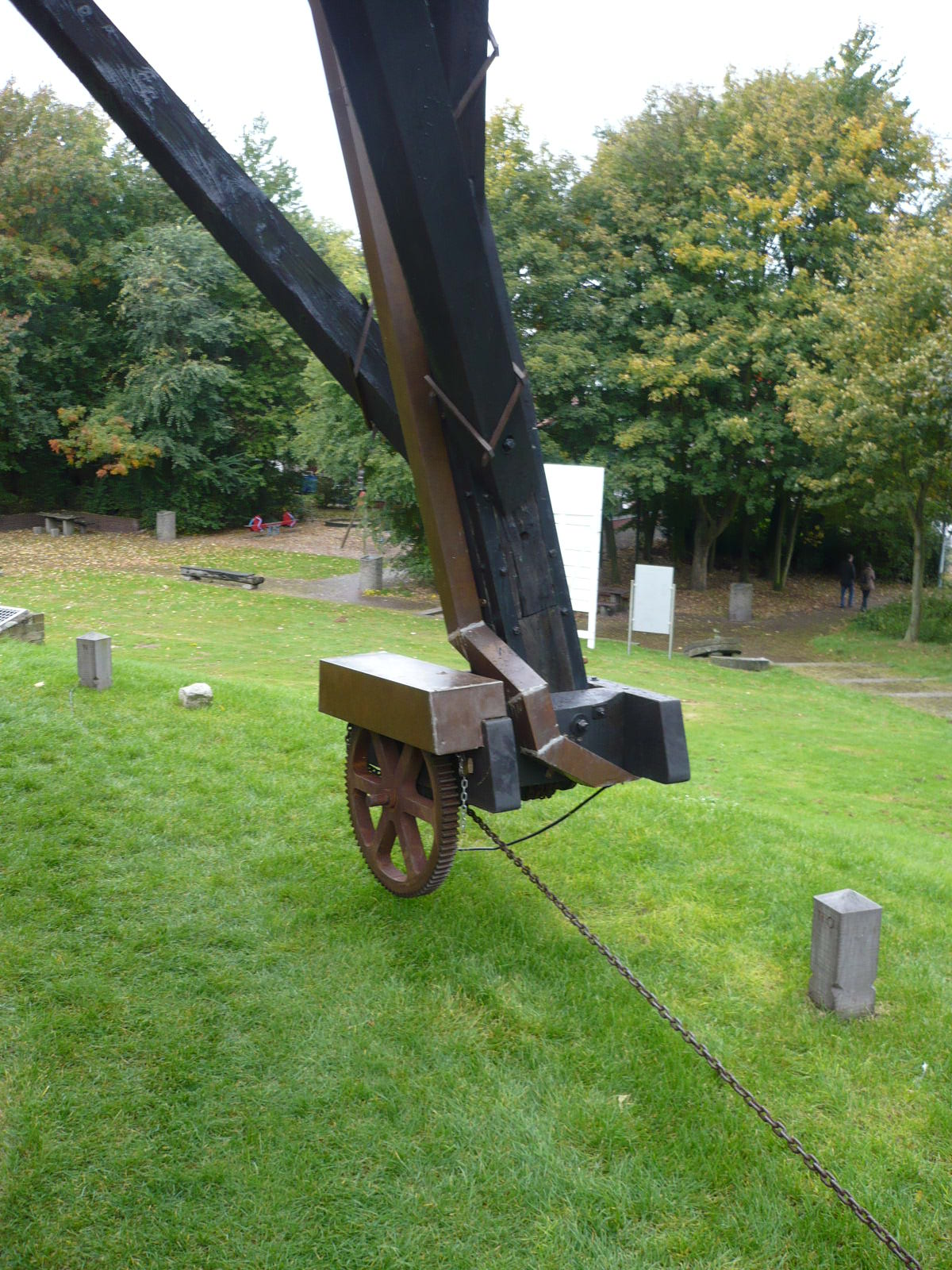
Das Krühwerk
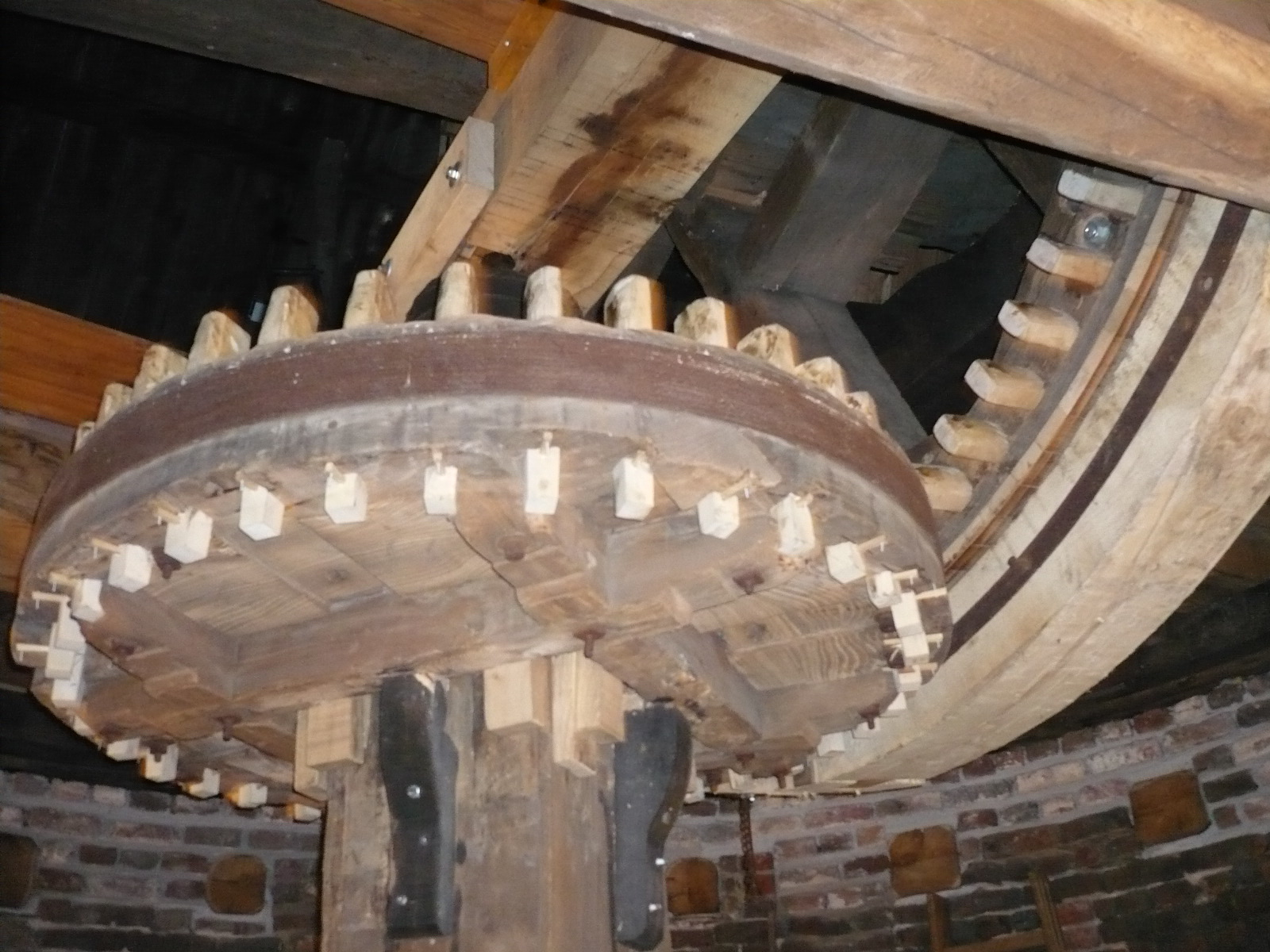
Kamm- und Kronrad

## Autobahnraststätte
Die Raststätte  Geismühle an der Bundesautobahn 57 wird von Tank & Rast betrieben. Sie besteht aus zwei Teilen, Geismühle Ost und Geismühle West, für die zwei Fahrtrichtungen, jeweils mit Restaurant und Tankstelle (Ost: Aral, West: Shell).
Auf der Westseite, etwas versteckt hinter der Geismühle, findet sich außerdem eine ökumenische Autobahnkapelle mit einer bronzenen Rundscheibe von Theo Akkermann.